# ورشین موگر
ورشین موگر (به فرانسوی: Verchain-Maugré) یک کمون در فرانسه است که در نور-پا-دو-کاله واقع شده‌است.

## خصوصیات
ورشین موگر ۹٫۶۲ کیلومترمربع مساحت و ۹۶۶ نفر جمعیت دارد و ۴۳ متر بالاتر از سطح دریا واقع شده‌است.